# Портрет Уистлера в шляпе
Портрет Уистлера в шляпе (англ. Portrait of Whistler with a Hat, иногда называемая Автопортрет в шляпе) — автопортрет Джеймса Уистлера, написанный им в 1857—1858 годах.

## Описание
Картина выполнена в стиле старых мастеров, но с чуть вольной интерпретацией: выделяя лицо тенью от шляпы, как в некоторых работах Рембрадта, но выбрав необычный поворот головы. Так же очевидно влияние реализма Курбе в том, как Уистлер использует свет и оттенки вместе с темными тенями и желтым цветом. После того как Фрир купил картину в марте 1906 года, она активно выставлялась в Америке и часто копировалась.